# Söz
Söz (lit. Promesa) é uma telenovela turca de 2017 produzida pela TIMS & B Productions. A trama conta a história de Yavuz Karau que é um soldado turco que está em Istambul, ao lado de sua noiva, quando um atentado terrorista acaba por fazer com que ela perca sua vida. No hospital Yavuz conhece a Dra Bahar, com quem tem um relacionamento mais tarde. A série é repleta de ação, suspense, humor e tragédias. Toda equipe comandada pelo Comandante Yavuz sacrifica sua vida em nome de seu país e das pessoas que ali vivem. A série é composta por três temporadas.

## Elenco
- Tolga Sarıtaş	...	 Yavuz Karasu
- Meric Aral	...	 Eylem Mercier
- Nihat Altinkaya	...	 Erdem Kacmaz
- Burak Sevinç	...	 Fethi Kulaksiz (Avci)
- Gorkem Sevindik	...	 Mücahit Serdengecti (Kesanli)
- Eren Vurdem	...	 Ates Acar (Karabatak)
- Aytac Sasmaz	...	 Feyzullah Altiparmak (Caylak)
- Dogukan Polat	...	 Mansur Yüksel (Asik)
- Nil Günal	...	 Güler Korkmaz
- Ilayda Ildir	...	 Nazli Korkmaz
- Aybüke Pusat	...	 Bahar Kutlu-Karasu

## Prêmios e indicações
| Ano  | Prêmio                         | Categoria   | Indicação     | Resutado |
| ---- | ------------------------------ | ----------- | ------------- | -------- |
| 2018 | 46th International Emmy Awards | Melhor Ator | Tolga Sarıtaş | Indicado |